# Banfield
Banfield es una localidad situada en la parte norte del partido de Lomas de Zamora, en la zona sur del área metropolitana de Buenos Aires en la provincia de Buenos Aires en Argentina. 
Limita con Remedios de Escalada y Monte Chingolo en el partido de Lanús, con Bernal en el partido de Quilmes y con las localidades de Lomas de Zamora, Temperley y Villa Centenario. Se encuentra a aproximadamente 15 km del microcentro de la Capital.

## Historia
La zona donde actualmente se encuentra la ciudad, tuvo su origen a partir del tendido de las vías del ferrocarril. En principio, esto permitió la comunicación entre Chascomús y la ciudad de Buenos Aires, que en aquel entonces era la capital provincial. La epidemia de fiebre amarilla ocurrida en 1871 diversificó la ubicación de la población, principalmente en los suburbios, como así también en los sectores cercanos a la capital, hasta entonces poco elegidos.
Juan de Zamora vendió en 1765 su propiedad al Colegio de Nuestra Señora de Belén, pero en 1767 fue expulsada y disuelta la orden Jesuita del Río de la Plata. El predio recibió la denominación Del Rey, como así también el arroyo. Con posterioridad a 1810 La Estancia del Rey cambió su nombre a Estancia del Estado, que fue vendida en 1814 a Anacleto Cajigas. En 1815 se transfirió ese predio a Ignacio Correas, quien se asentó en el lugar conocido posteriormente como Monte Correas. En 1833 anexó un predio cuyo destino sería luego el lugar del loteo ocurrido en 1873: Calle Real (actual Avenida Alsina), Chacabuco, Rincón y Arenales. Escribanía de Laureano Silva. Ignacio Correa legó el predio a su hija Magdalena Correa quien a su vez lo vendió en 1854 a Gregorio Larios, quien a su vez se lo vendió a José Plá en 1872.
Se puede situar el nacimiento del pueblo con la creación de la estación de ferrocarril en 1871.
El 15 de agosto de 1873, en el diario La Prensa, se publicó el aviso de la firma Adolfo Bulrich, que decía:

"MITAD AL CONTADO Y MITAD A 6 MESES - Terrenos sin rival Por liquidación - Tren gratis - Cerveza, etc. En Banfield Calles abovedadas y arboledas de paraísos 417 lotes Altísimos, linderos a los grandes edificios del Ferrocarril del Sud, en construcción TITULOS SUPERIORES – ESCRITURAS GRATIS domingo 17 del corriente a las 12 en punto".

La primera escritura en el plano del remate de A. Bullrich es de fecha 19 de agosto de 1873. (El loteo se realizó el domingo 17 en horas del mediodía), a nombre de Alejandro Tabaco y la segunda, con fecha 20, a nombre de Diego Stevens. 

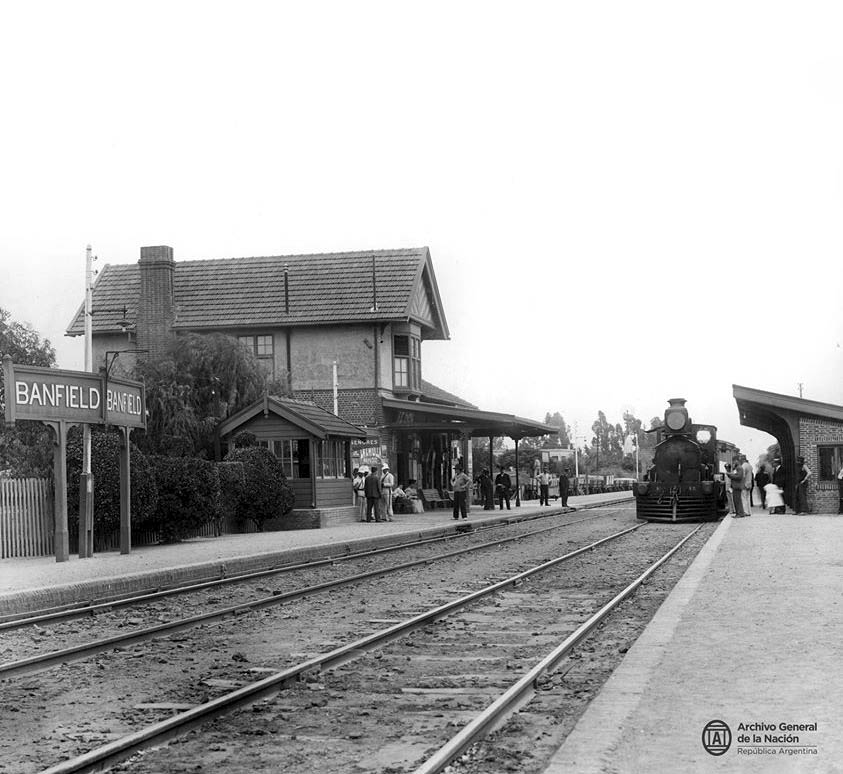
Estación Banfield a principios del.

Los terrenos estaban ubicados de oeste a este entre lo que actualmente es la Avenida Hipólito Yrigoyen y la calle Leandro N. Alem; y de norte a sur entre la calle Alberto Larroque y la avenida Pedro Uriarte. Los grandes edificios a los que alude el aviso son los talleres cercanos a la Estación Remedios de Escalada. Los edificios donde funcionaron los almacenes y talleres del ferrocarril hoy los ocupan la Universidad Nacional de Lanús, el Ferroclub Argentino sede  de Remedios de Escalada y el Taller de reparación de locomotoras y vagones. 
En 1871 se produjo un brote de fiebre amarilla, a la vez que varias familias de una incipiente clase media emigraban desde Buenos Aires hacia Banfield .
La ciudad comenzó con una modesta casilla de madera emplazada en la que hoy es la Estación de Banfield, desde donde surgen las calles Maipú (al Este) y French (al oeste). El centro comercial principal se ubica sobre la primera; un reducido número de negocios se encuentra en la segunda hacia el oeste. Originalmente la estación del Ferrocarril crecía hacia el oeste y las chacras de verdura y algunos tambos se ubicaban en el este. Esto se observa si se presta atención a los frentes de las estaciones en Banfield, Lomas de Zamora y Temperley. Todas ellas tienen la oficina del Jefe de Estación en el andén extremo oeste. Cuando estas ciudades se expandieron por loteo de chacras y quintas, la parte nueva de la ciudad generó una calle principal hacia el este en la cual se ubicaron los comercios. 
La Ley Provincial N.º 6.331, sancionada el 28 de octubre de 1960, promulgada el 11 de noviembre, y publicada en el Boletín Oficial el 17 de noviembre, declaraba a Banfield Ciudad.
Durante la última dictadura militar acontecida en el país, autodenominada Proceso de Reorganización Nacional, funcionó un centro clandestino de detención conocido el Pozo de Banfield en la intersección de las calles Vernet y Siciliano; hoy es un museo de la memoria.

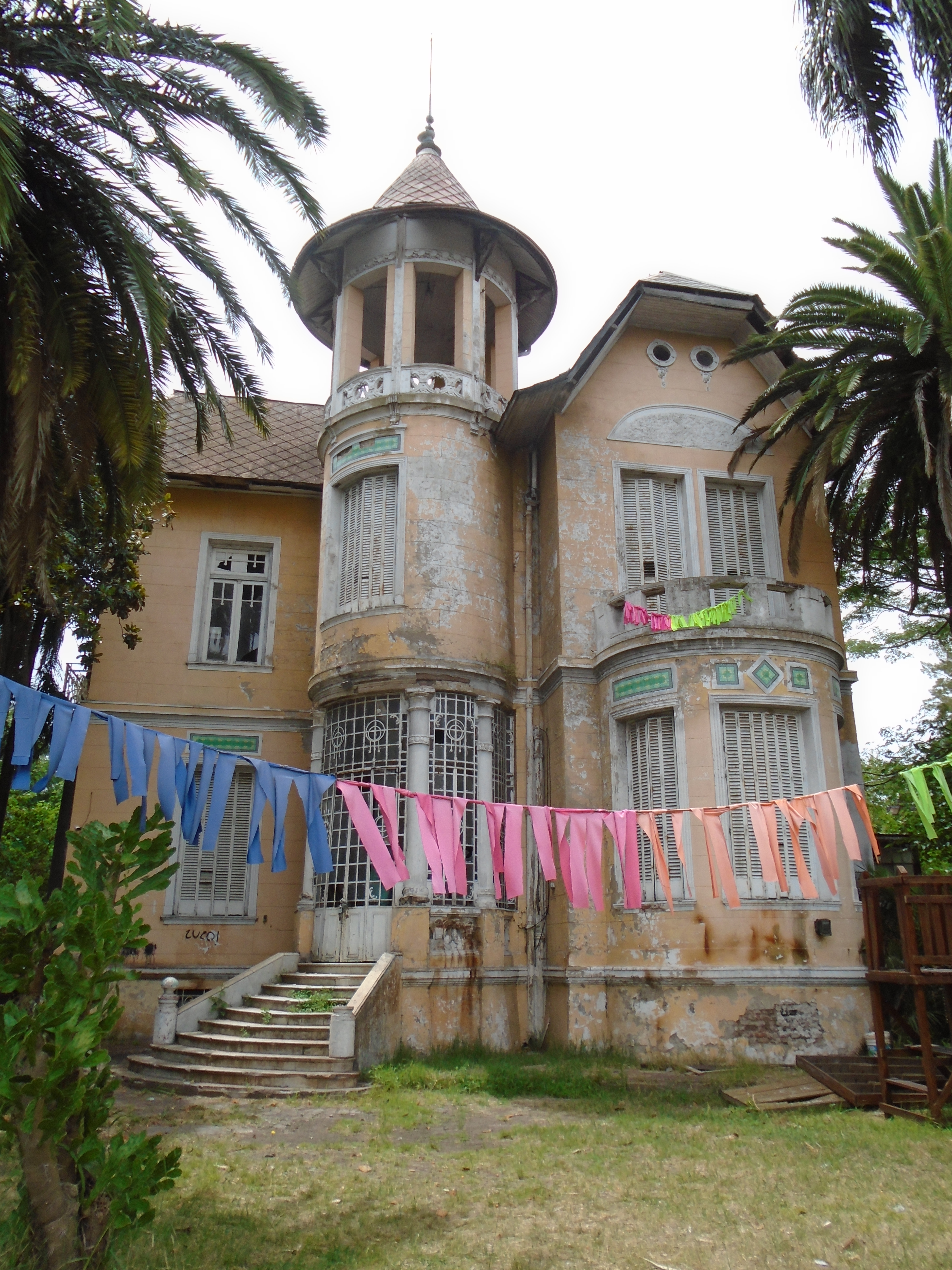
Antigua mansión "El Castillo", sobre la esquina de Larroque y Carlos Croce.

### Construcciones y monumentos
A finales del siglo XIX y principios del XX la calle Maipú tenía una tranquera en la intersección con la Avenida Alsina. 
Existían dos monumentos en las plazoletas de la Avenida Alsina esquina Maipú. En 1915 se inauguró en el monumento a Almirante Bouchardo. En la otra plazoleta, pero el 9 de julio de 1916, se inauguró el monumento a Fray Justo Santa Maria de Oro. 
El 31 de diciembre de 1937, junto a la estación sobre el lado Este, quedó habilitada la Plaza Almirante Brown. Tenía un busto del Almirante Brown y dos cañones pertenecientes a un buque de la Armada Argentina. En 2009, se la restauró y rebautizó Plaza del Campeón. 
Junto a la vía del tren, en la calle Rincón se levantaba un caserón con un mirador al Este, que remataba en un techado de bronce, el cual era emblema de la ciudad. El caserón fue ocupado y desapareció a finales de la década de 1980. 
Frente a la Terminal de Transferencia de Pasajeros, en la intersección de las calles Valentín Vergara y Chacabuco, existió hasta su demolición en mayo de 2011, una de las casonas más antiguas, típicas del lugar. Se trataba de una reproducción de un palacio belga construido alrededor de 1900. En el frontispicio tenía grabado el nombre "Les Bruyeres".  
Por la calle Chacabuco entre Vergara y la Avenida Alsina, lado par, se levantaba una casona conocida como Los Cedros, pero fue demolida en 2010. 
Otra casona situada en Belgrano y Cochabamba que se construyó alrededor de la década de 1880 fue demolida en febrero de 2011. 
En la intersección de la Avenida Alsina y Rincón aún se mantiene en pie parte de una construcción de 1888, ya que parte de ella se derrumbó en julio de 2009. 
En la calle Pueyrredón n.° 1680 se encuentra una casona construida en 1900 en la cual funcionó entre 2003 y 2011 el Centro de Estudios Teatrales y Artísticos, conocido como "CETA". 
La casa de la esquina de Rincón y Belgrano donde actualmente funciona un restaurante es de 1895.
Aún se conserva en la intersección de Larroque y Carlos Croce una mansión conocida como El Castillo. En ella funcionó la llamada "Casa del Niño". Entre las décadas de 1955 y 1965, los chicos que vivían allí iban a la Escuela 15.

## Educación y cultura

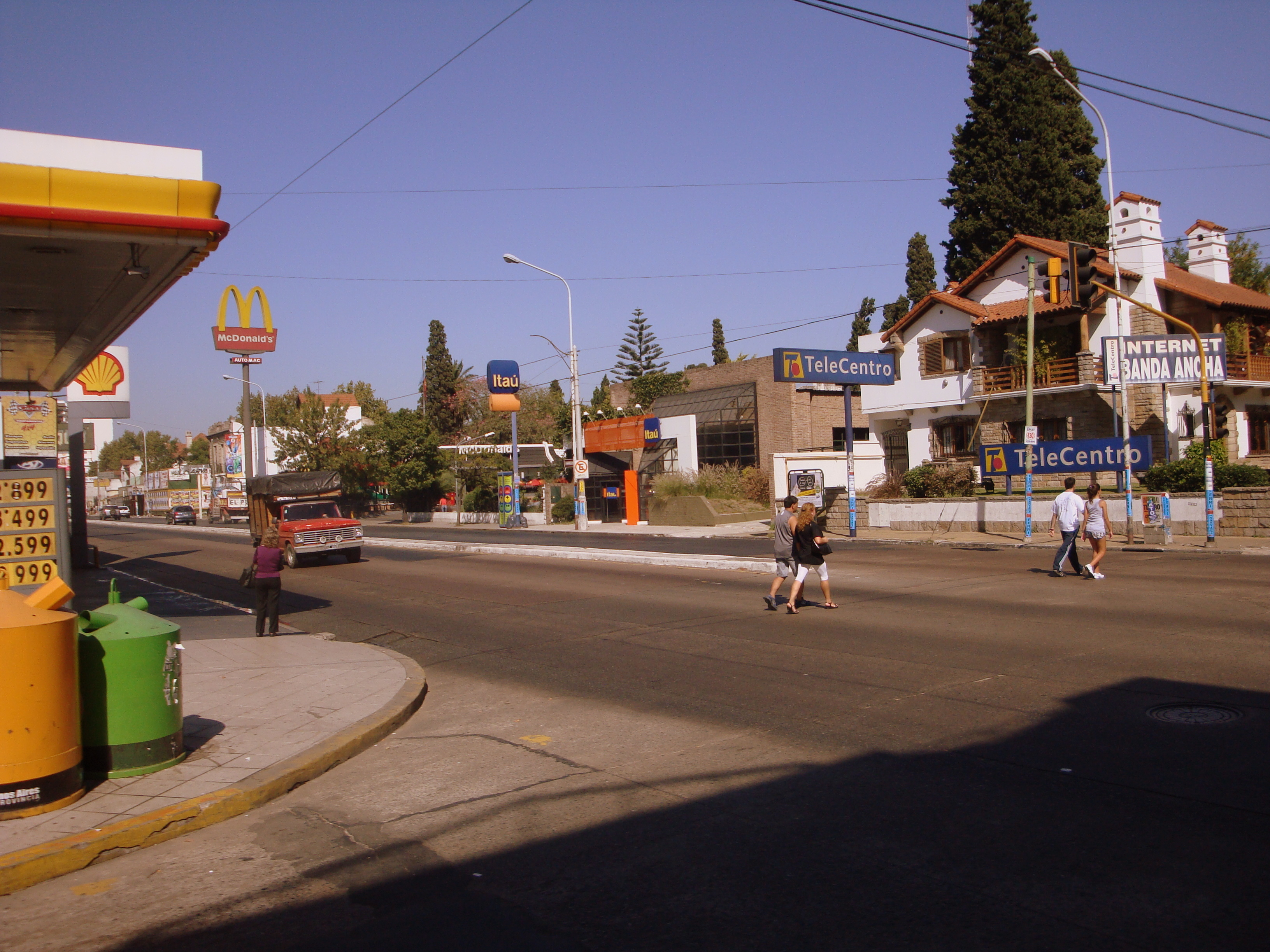
Av. Hipólito Yrigoyen y la calle French.

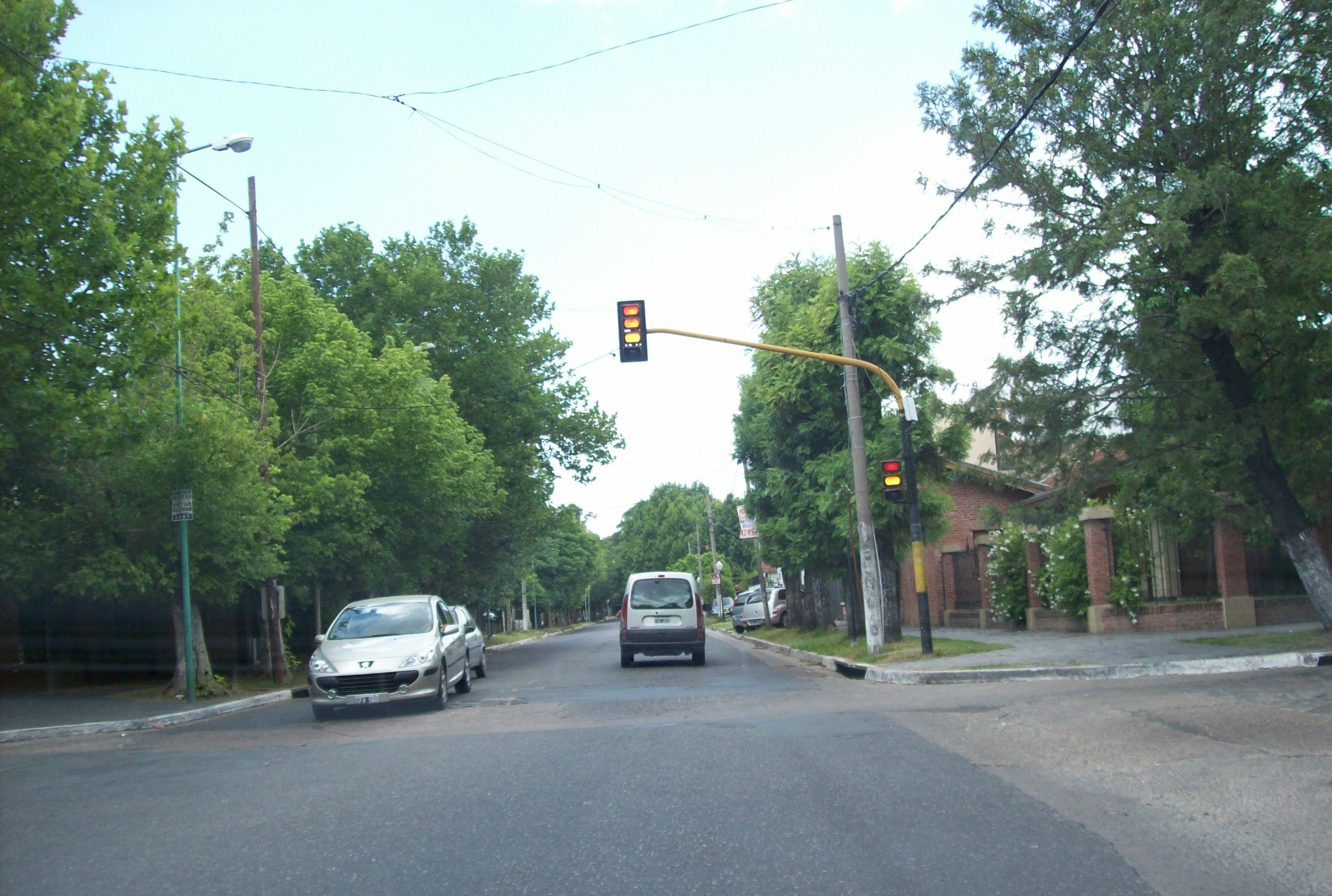
Esquina de la Av. Larroque y Alvear.

La ciudad de Banfield posee numerosas escuelas públicas y privadas, entre las que se destacan el Colegio Nacional de Banfield (CONABA); la Escuela de Educación Técnica N.º 6 "Ing. J. V. Passalacqua", la cual ofrece las especialidades de electromecánica y construcciones (MMO);la Escuela Técnica N.º 7 que cuenta con las modalidades de Programación y Administración de Empresas; la Escuela Media N.º 6, única escuela pública del distrito de Lomas de Zamora que tiene la Modalidad de Arte, Comunicación y Diseño; y la Escuela Normal Superior Antonio Mentruyt de Banfield (ENAM), que tiene los cuatro niveles: inicial, primario, secundario y terciario (profesorados).
Cuenta también con varios teatros y entidades dedicadas a la educación artística: El más importante es el Teatro Maipú, anteriormente conocido como Teatro Payró y que en la actualidad pertenece a la Sociedad Italiana; La Escuela de Arte Banfield Teatro Ensamble, la Escuela de Arte CETA,  el Centro cultural teatro El Refugio y la Escuela de luthiers "Taller-escuela Lutheria" 
En la ciudad también se encuentra el Conservatorio Julián Aguirre. Su fundador y primer director fue el compositor Alberto Ginastera. Entre sus profesores fundadores e inmediatos seguidores se encuentran María Rosa Gallo y Milagros de la Vega, y el propio Alberto Ginastera. En 1958 Ginastera fue sucedido por Juan Carlos Paz. Está situado sobre la avenida Hipólito Yrigoyen, donde también funciona la escuela de educación primaria N° 31 Carlos Guido y Spano.
En 2008, por medio de la Ordenanza 11.997, el Concejo Deliberante de Lomas de Zamora se declaró a Banfield Ciudad de la Música antigua, debido a la destacada trayectoria académica, pedagógica y cultural, reconocida a nivel nacional e internacional, dicho conservatorio.
El Radio Club LU1EEE promueve la actividad radio amateur (radio afición)en la ciudad.
La Agrupación Scout Juan Galo Lavalle, fundada en Banfield el 27 de agosto de 1908 por un grupo de jóvenes descendientes de ingleses, fue la primera de la Argentina y una de las primeras de Sudamérica. Este grupo era dirigido por Arturo Federico Penny, quien organizó dos Patrullas para desarrollar su actividad: Foca y Águila. Los apoyó y les brindó su quinta, ubicada en la intersección de las calles Leandro N. Alem y Vieytes, el Dr. Daniel Moreno, quien, con su vocación de servicio, fue también cofundador de los Bomberos Voluntarios de Lomas de Zamora. Su nombre original fue Primera Compañía de Boy Scouts de Lomas de Zamora, para luego ser renombrado como se conoce actualmente: Grupo Scout General Juan Galo de Lavalle.

## Población
Con 223,898 habitantes (Indec, 2001), la ciudad de Banfield es la ciudad más poblada en el partido, ya que suma casi el doble que Lomas de Zamora y Temperley, casi un 38% de la población total del partido.

## Salud
Funcionan dos centros de salud desde las primeras décadas del siglo pasado: 
- Sala de Primeros Auxilios Dr. Manuel Ricci, fundada el 8 de julio de 1922.
- Casa del Enfermo Maria B de Cestoni, habilitada en 1935.
- Hospital de Diagnóstico Inmediato de Banfield centro de salud ubicado en la calle Cochabamba 922 desde 2023. El centro de salud tiene guardia las 24 horas y diferentes servicios como vacunatorio, tomógrafo, ecógrafo, mamógrafo y quirófano.

## Religión
El Santuario Basílica Sagrada Familia de Nazareth, tuvo su origen en el oratorio que se hallaba en Cochabamba y Belgrano, casa quinta de la señora Juana de Leguina, al que acudían los católicos banfileños. Leguina donó la tierra para la construcción del templo bajo la advocación de la Sagrada Familia de Nazareth. El templo, fue bendecido e inaugurado el 2 de febrero de 1895, con el padrinazgo del Papa León XIII y elevada a Parroquia el 31 de julio de 1920.

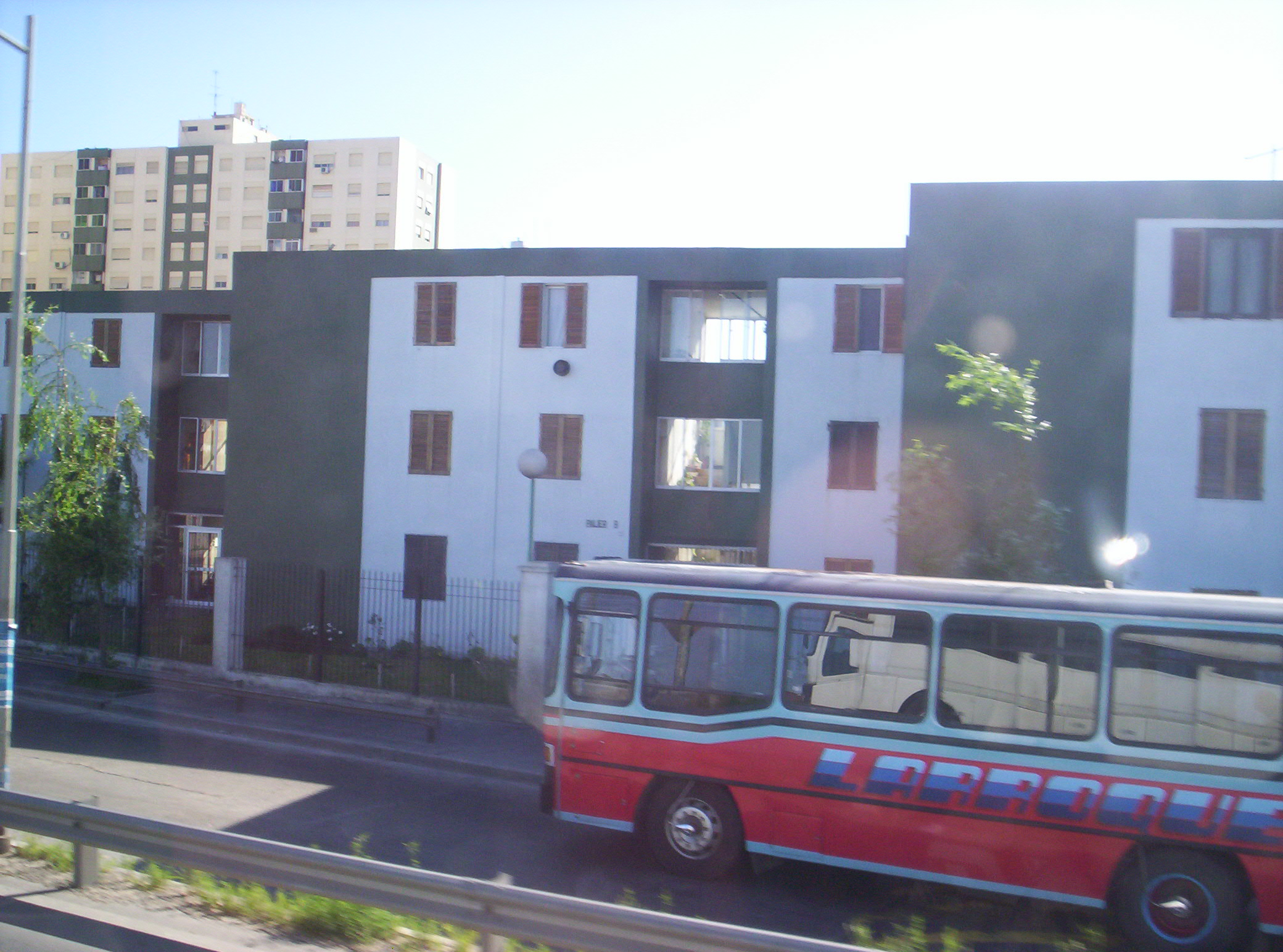
Camino Negro a la altura de la Avenida Martín Rodríguez. El colectivo de la imagen pertenece a la línea 548.

Desde 1932 existe una comunidad luterana conformada por Alemanes del Volga, que cuenta con su propio templo sobre la calle Medrano 253.
Hay también en el distrito numerosas iglesias de origen protestante en sus múltiples variantes.

## Vías de comunicación

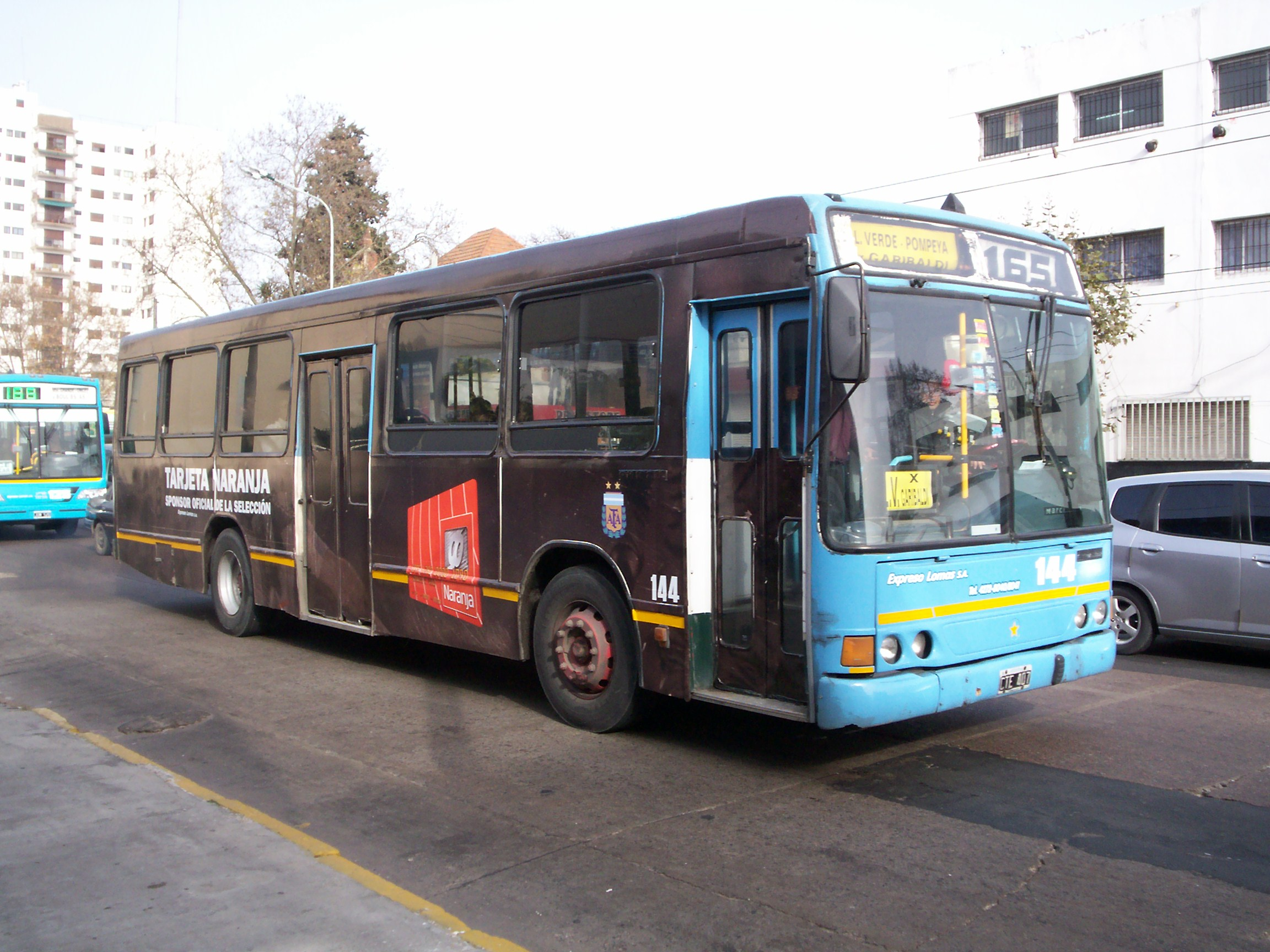
Colectivo de la extinta línea 165 en la Av. Hipólito Yrigoyen en 2011. Hoy su recorrido es provisto por la línea 164.

Varias líneas de colectivos cruzan la ciudad y muchas extienden su recorrido hacia la Ciudad de Buenos Aires, entre ellas: las líneas 51 74 79 160 164 177 179 239 266 277 278 299 318 403 436 541 544 548 550 552 553

### Ferroviario
También circulan por la ciudad tres ramales del Ferrocarril General Roca, que inician su recorrido en la estación Plaza Constitución de la Ciudad de Buenos Aires y lo finalizan uno de ellos en la Estación Glew o Alejandro Korn, y otro en Ezeiza o Cañuelas y el tercero en la estación Claypole. Antiguamente circulaban trenes que conectaban la ciudad con el sur del país. Era común ver pasar el tren diario a Zapala o Bariloche. Los servicios a Mar del Plata constituían una opción a la hora de viajar de manera rápida. En los tiempos de la máquina de vapor, aproximadamente en la década de 1920, el tramo Plaza Constitución - Banfield se recorría en trece minutos con el expreso, cuyo destino final era Altamirano.

### Antecedentes históricos

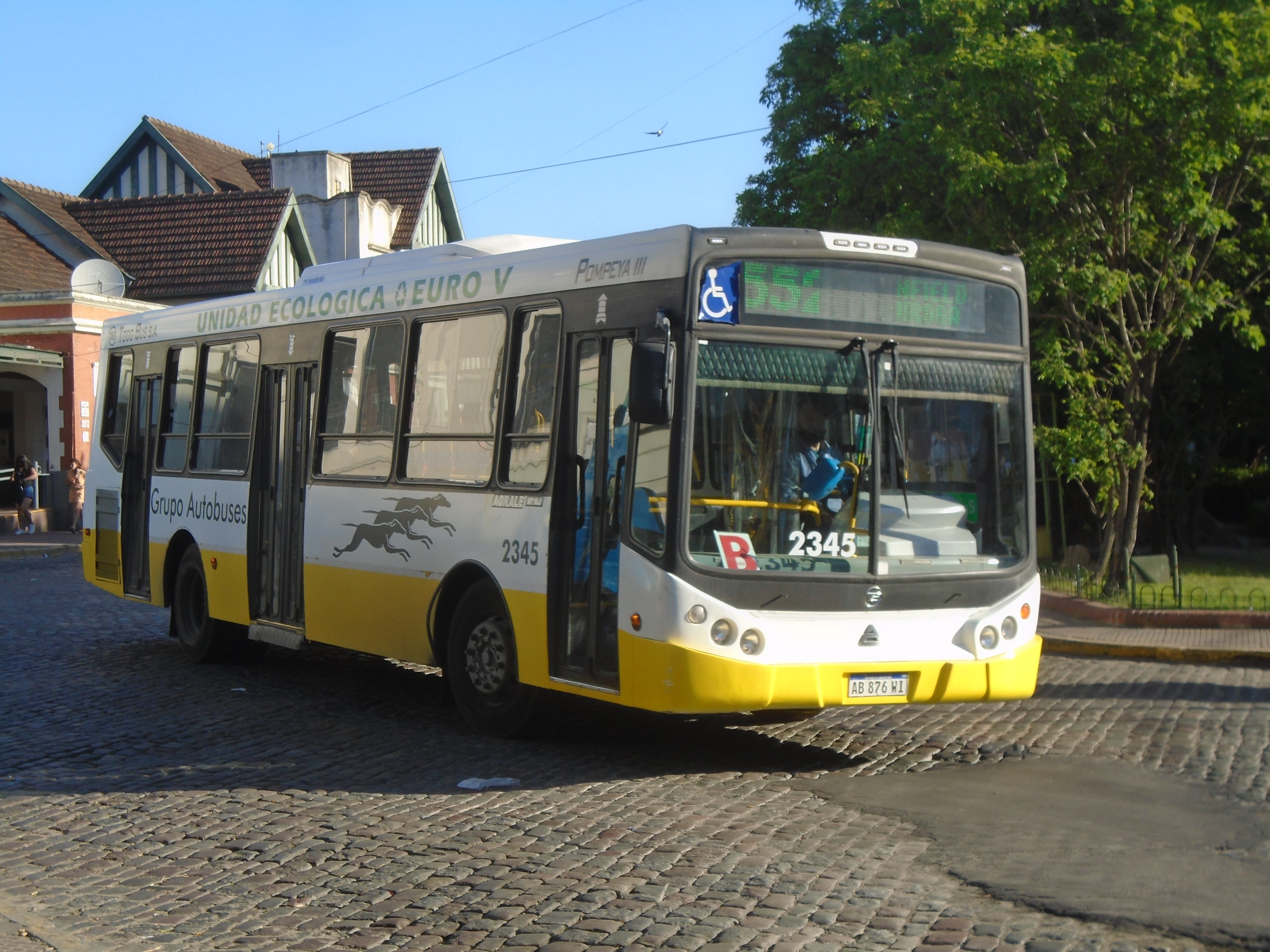
Colectivo de la Línea 552 partiendo de su cabecera en la estación Banfield rumbo al Cruce Lomas.

Por Banfield pasaba la red de tranvías del servicio suburbano, prestado por la Compañía Eléctricos del Sur. Sobre una traza lineal se distribuían varios recorridos que unían Temperley con Retiro, en la Ciudad de Buenos Aires. Casi todos los coches eran de 4 ejes, con troley de pértiga. El tranvía 102, que es la actual línea de transportes San Vicente, corría por la calle Belgrano, porque la Avenida Alsina tenía un boulevard y los carriles eran estrechos. Se conserva sobre los adoquines de la esquina de Belgrano y Castro Barros la marca dejada por la vía antes de que fuera levantada. 
Hacia 1910 la empresa local “Tranvías de Villa Albertina” operó una breve línea aislada inicialmente del resto de la red porteña. Posteriormente modificaría su recorrido. El servicio era prestado por ocho coches de origen inglés, United Electric Car, tres de dos ejes y cinco de cuatro. Su sistema de alimentación también era por medio de troley de pértiga. Luego de ser clausurado, sus coches fueron llevados a La Plata. 
También en 1910 se inauguró un servicio entre Lomas de Zamora, Villa Albertina y Banfield. Inicialmente a caballos, posteriormente se utilizaron coches movidos por motores de combustión interna. El servicio fue conocido localmente como el tranvía de Sirito. En 1911, se inauguró un recorrido entre Lomas de Zamora y Edén Argentino. Este recorrido, cuyo trazado circulaba por la calle Uriarte y que permitía llegar al Cementerio, terminaba a unas pocas cuadras de la Escuela N.º 18, en la actual esquina de Rawson y Espronceda. En esta escuela se conservan fotos de la época, donde se puede apreciar el tranvía, y existen datos acerca de los orígenes de Villa Albertina, enclave que nació con la intención de convertirse en un balneario con aguas termales y minerales curativas. Luego de una gran inundación en 1918 el lugar no prosperó. 
Otro servicio fue prestado por el Tranvía del Este de Banfield, con dos coches a caballo. Este es el inicio de la línea de colectivos cuyo número originalmente fue el 12, luego 239 y actualmente, 278. El trazado del tranvía aún lo conserva el colectivo: circula por Maipú desde la estación de trenes hasta la calle Capdevila, donde gira a la izquierda. Por aquellos días el recorrido terminaba en la plaza Capitán Aviador Rubén Héctor Martel, a pocas cuadras del límite de la ciudad.

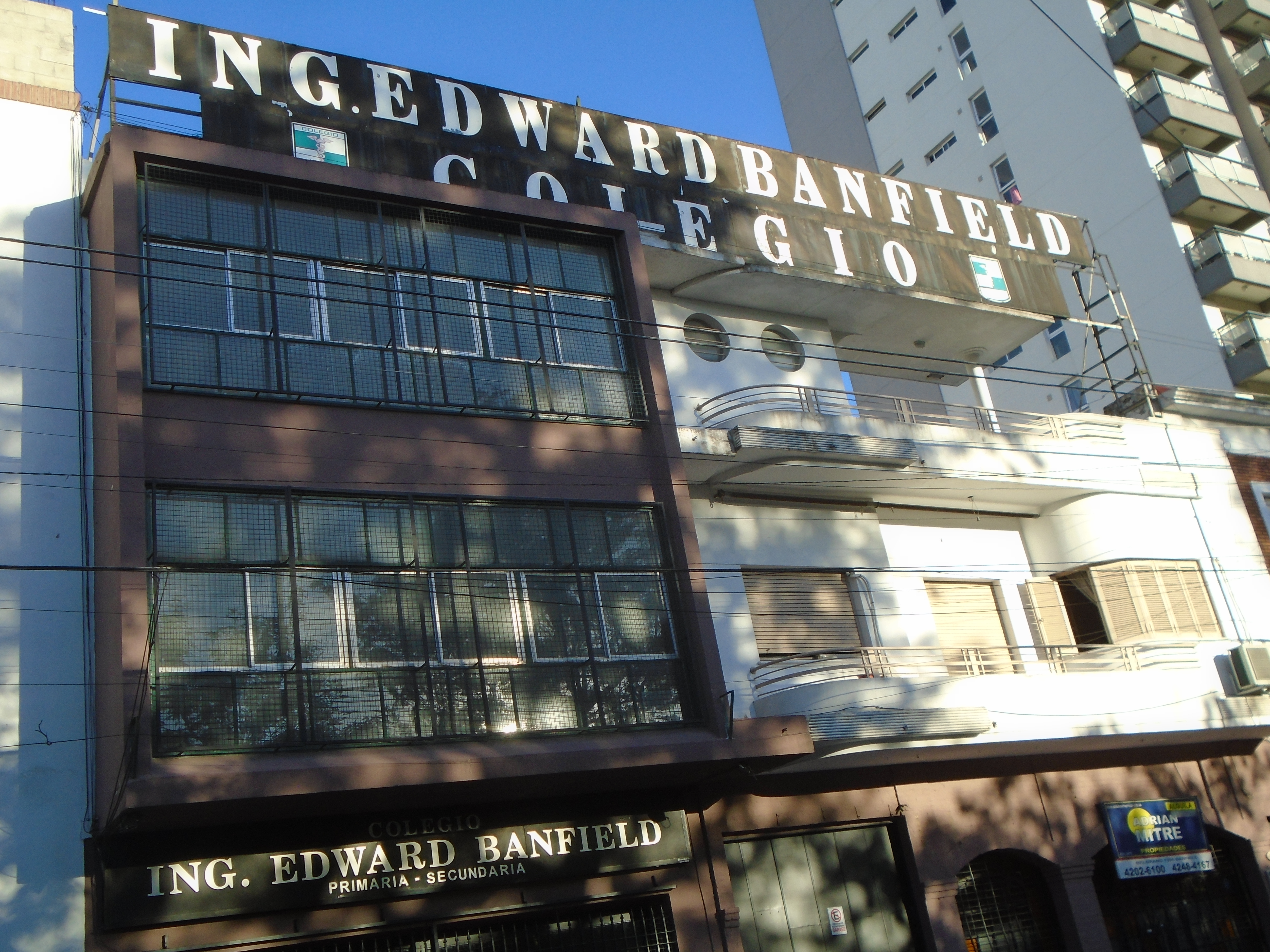
Colegio Edward Banfield, ubicado frente a la estación de tren, en honor a quien dio origen al nombre de la ciudad.

## Toponimia

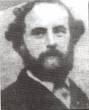
Imagen de Edward Banfield, aproximadamente en 1870.

Su nombre se debe al ciudadano británico de formación técnica, especializado en ferrocarriles, Edward Banfield, quien estuvo a cargo de la gerencia del Ferrocarril del Sud, (actual Ferrocarril General Roca), desde 1865 hasta 1872. 
En 1873, el ferrocarril pone su nombre a una nueva estación situada entre Remedios de Escalada y Lomas de Zamora. Edward Banfield no fundó ni vivió en la ciudad que hoy lleva su nombre.

## Deportes

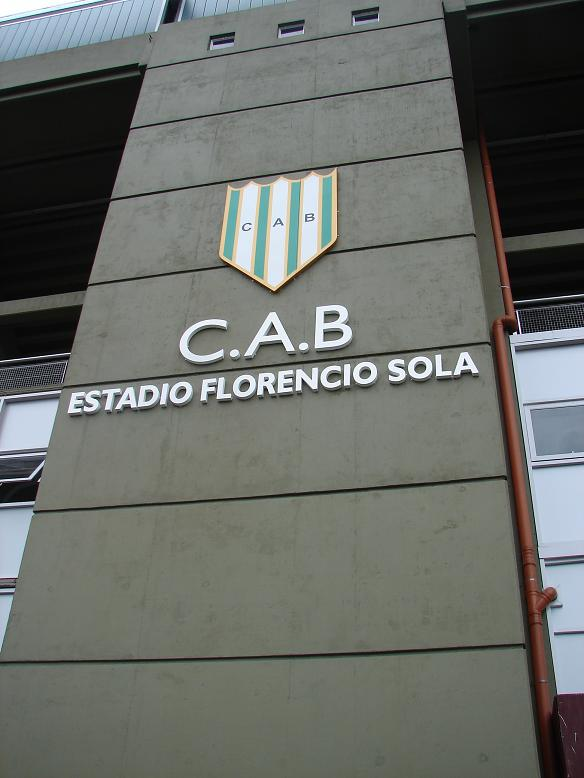
Estadio Florencio Sola.

- Club Atlético Banfield, fundado el 21 de enero de 1896 por habitantes de la ciudad de origen británico. Fue reorganizado el 27 de febrero de 1904. Es uno de los clubes más longevos del fútbol argentino. Su sede está ubicada en Valentín Vergara 1635 y el estadio en la intersección de Arenales y Granaderos.
- Club Argentinos de Banfield (inexistente en la actualidad).
- Gazcón Lawn Tennis Club - G.L.T.C., fundado en 1901. Funciona en Beruti 640.
- Club Social Buchardo, creado el 30 de julio de 1905 en Avenida Alsina, al 500,
- Cludias, fundado el 12 de noviembre de 1917, en la intersección de las calles General L. M. Campos y Rincón.
- Club Infantil de Banfield, conocido como Country Club, fundado el 13 de abril de 1920. Se ubica en Belgrano 1783.
- Club Defensores de Banfield, fundado el 5 de enero de 1928 en José María Penna 1610.

## Parroquias de la Iglesia católica en Banfield
| Diócesis   | Lomas de Zamora |
| ---------- | --- |
| Parroquias | Nuestra Señora de Itatí, Nuestra Señora de Luján, El Buen Pastor, Nuestra Señora de Fátima y San José Moscati, Sagrada Familia de Nazareth, Santa Teresa del Niño Jesús |